# Centerville (Geórgia)
Centerville é uma cidade localizada no estado americano de Geórgia, no Condado de Houston.

## Demografia
Segundo o censo americano de 2000, a sua população era de 4278 habitantes.
Em 2006, foi estimada uma população de 6857, um aumento de 2579 (60.3%).

## Geografia
De acordo com o United States Census Bureau tem uma área de
7,3 km², dos quais 7,3 km² cobertos por terra e 0,0 km² cobertos por água.

## Localidades na vizinhança
O diagrama seguinte representa as localidades num raio de 24 km ao redor de Centerville.